# Wonder Lake State Park
Wonder Lake State Park ist ein State Park im Gemeindegebiet von Patterson im Putnam County, New York, United States. Der Park umfasst 1145 acre (436 ha).

## Geschichte
Der Wonder Lake wurde in den 1930er Jahren angelegt. Zu dieser Zeit gehörte das Land A. L. Cushman, dem Besitzer einer Bäckereikette in New York City. Der See hat eine Fläche von 30 acre (12 ha). Der kleinere Laurel Pond (3 acre, 1,2 ha) wurde durch einen Damm angestaut.
Ursprung des Wonder Lake State Park war das Sommer-Anwesen von Fernsehstar Elizabeth Montgomery, die dort bis zu ihrem Tod 1995 lebte.
Das New York State Office of Parks, Recreation and Historic Preservation erwarb das Anwesen mit damals 794 acre (321 ha) im November 1998 mit Mitteln aus dem Clean Water/Clean Air Bond Act. 2006 wurden weitere 106 acre (42 ha) erworben. und eine weitere Erwerbung 2010 vergrößerte den Park auf seine gegenwärtige Größe. Erst seit 2006 gibt es öffentlichen Zugang zum Park.

## Geographie
Der Park liegt in dem hügeligen Gebiet rund um Bare Hill (313 m über dem Meer). Nach Westen wird er vom Stump Pond Stream und der Interstate 84 (Ost) begrenzt. Wonder Lake State Park verfügt über 14 km Wanderwege und der Highlands Trail, ein Fernwanderweg, führt an Laurel Pond und Wonder Lake vorbei.
der Park dient auch als Wasserschutzgebiet für den Great Swamp-Watershed und als Verbindungsstück zu anderen öffentlichen Arealen.